# Прая
Прая (на португалски: Praia, на португалски означава „плаж“, „бряг“) е столица и най-голям град на островната държава Кабо Верде, разположена в Атлантическия океан, близо до бреговете на Сенегал.
Столицата е разположена в югоизточната част на остров Сантяго.
Населението на Прая наброява 150 059 жители (2017), което представлява половината от населението на острова и повече от една четвърт от общото население на Кабо Верде. Около 80% от жителите на града са католици, като последователите на други християнски движения и исляма се срещат главно сред скорошните имигранти от Западна Африка.
Градът се обслужва от международното летище „Нелсън Мандела“ (също Международно летище „Прая“), разположено на 5 km североизточно от центъра на Прая.
Градът е основан в края на XV век.

## Забележителности
След основните забележителности в същинския център „Плато“ са кафене София, сградите на прокуратурата, Съдебната палата, както и няколко приятни ресторанта с жива музика.
Въпреки че плажовете в столицата отстъпват на райските пясъчни ивици на другите части на остров Сантяго, плажът „Куебра Канела“ е основно място за срещи и културни мероприятия.
На открития пазар „Сукопийра“ от ранни зори до късна вечер се продават плодове, зеленчуци, риба, както и дрехи, обувки, накити, дори домакински уреди.